# Westwood, Kalifornien
För Westwood i Los Angeles, se Westwood, Los Angeles.
Westwood är en ort (CDP) i Lassen County i norra Kalifornien, USA. Westwood har cirka 1 998 invånare. Den har enligt United States Census Bureau en area på totalt 14,4 km² varav 0,1 km² är vatten. 